# Radnice v Darlově
Radnice v Darłowě je historická budova radnice, dnes městského úřadu v severopolském městě Darłowě, v okrese Sławno Západopomořanského vojvodství.

## Historie

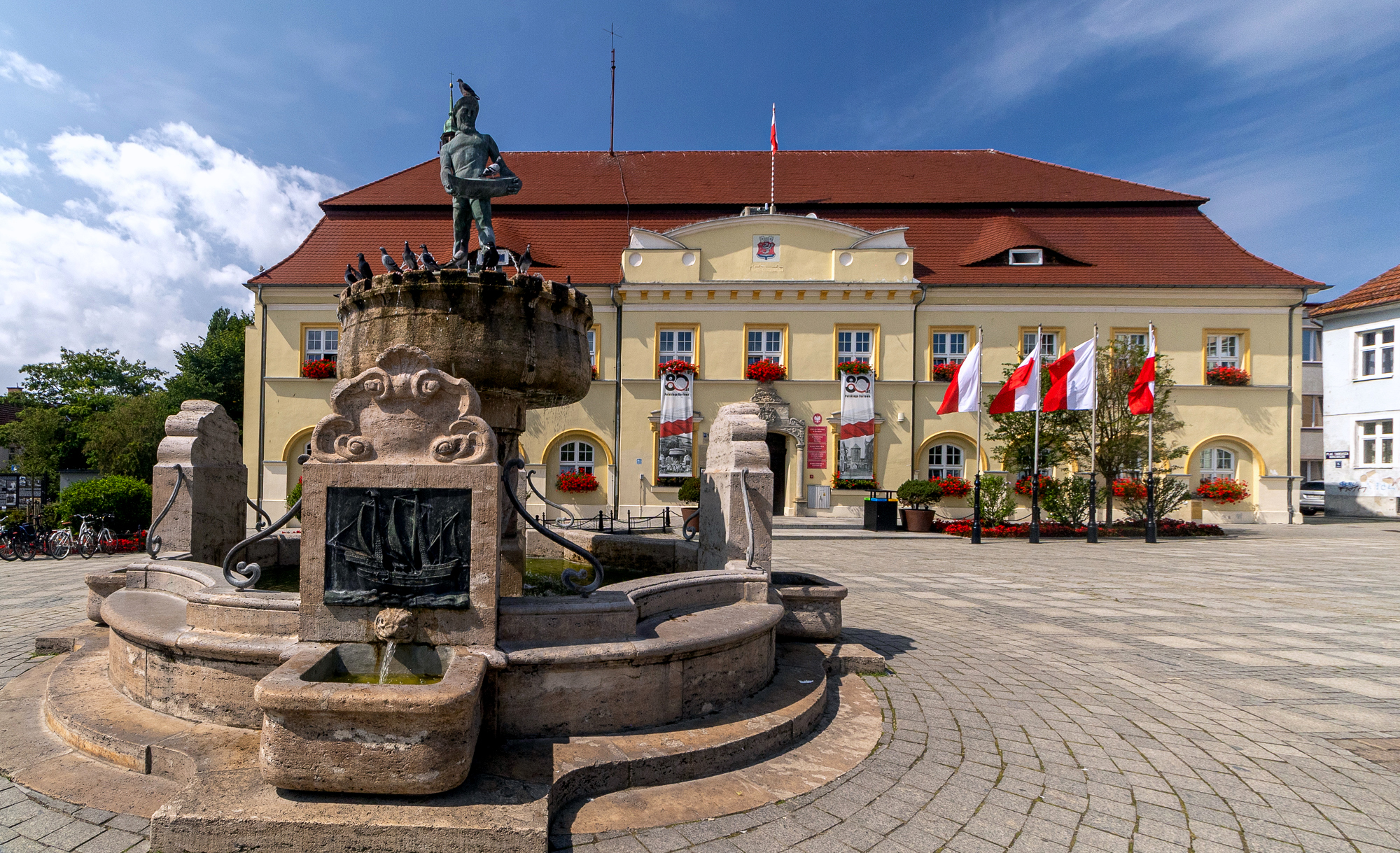
Pomník Rybáře před radnicí

Současný městský úřad sídlí v budově historické radnice. Ta vznikla v roce 1725 při barokní přestavbě někdejší tržnice, k níž bylo přistavěno jedno patro. Nad hlavním vchodem se nachází kamenný renesanční portál předchozí radnice, která v roce 1722 vyhořela. 
Před radnicí stojí kašna - pomník Rybáře z roku 1919.